# Eriopterodes celestis dominicanus
Eriopterodes celestis dominicanus is een ondersoort van de tweevleugelige Eriopterodes celestis uit de familie steltmuggen (Limoniidae). De soort komt voor in het Neotropisch gebied.